# Hactl
Хонг Конг Ер Карго Терминал ЛТД (кин. 香港空運貨站有限公司), познатији као Hactl, је један од 5 карго терминала на највећем авио карго центру у свету, аеродрому Хонгконг Ерпорт, а обрадио је укупан проток од 1,65 милиона тона терета у 2018. години.

## Аеродром Хонгконг
Аеродром Хонгконг се налази на острву Чек Лап Кок на 9 метара надморске висине близу делте Бисерне реке. Сам аеродром поседује 2 полетно слетне стазе (северна и јужна), са дужином од по 3800 метара. Hactl је постављен ближе јужној стази, па авиони који користе услуге Hactl терминала користе јужну стазу. Сам аеродром годишње опслужи 71,5 милиона путника и 4,8 милиона тона робе (подаци из 2019. године).
Аеродром поседује 5 терминала за управљање робом и још 2 за логистичку подршку, а то су:
- Азија Ерфеит Терминал (ААТ)
- Катхаy Пацифик Карго Терминал (ЦПЦТ)
- ДХЛ Централ Азија Хаб (ДХЛ)
- Хонгконг Ер Карго Терминал (Hactl)
- Ер Мејл Центар

Логистичке подршке:
- Ерпорт Фреит Форвардинг Центар (АФФЦ)
- Трејдпорт Логистик Центар

### Hactl
Хонгконгшки терминал је један од највећих и технолошки најнапреднијих теретних терминала на свету. Ојачава статус Хонгконга као главног центра за међународну трговину и комуникације у југоисточној Азији. Поред основних функција за пренос робе, сама зграда представља једну од најбољих бизнис зграда за побољшање квалитета људских ресурса и задовољства радника. Капацитет терминала је око 2,6 милиона тона на годишњем нивоу. Просечно улагање у терминал је око 800 милиона евра.  Површина на којој се терминал простире износи 17 хектара. Терминал има сертификат од светске здравствене организације за сигурно управљање фармацеутским производима. Терминал поседује и лиценцу Европске Уније за „Ваздушни превоз терета и поште који саобраћају од европске уније до треће земље“. Поседују сертификат за превоз живих животиња издат од стране ИАТА.
Терминал је опремљен савременим аутоматизованим системом за руковање теретом и управљањем кварљивим, драгоценим, ломљивим и теретом од посебног значаја. Интермодалне услуге су прилагођене превозу од Хонгконга до Јужне Кине.

### Спектар услуга
Основна услуга терминала је прихват, складиштење и отпуштање робе са аеродрома како путем авио саобраћаја тако и интермодалним путем.
Што се тиче прихвата робе на терминал, Hactl нуди услугу прихвата од обичне робе па све до најосетљивијих ствари, захваљујући системима за управљање робом, на аеродрому се може сместити 3500 контејнера као и 10000 палета и 1500 места за УЛД-ове. Терминал опслужује преко 40 возила, а поред тога на терминалу постоји 313 паркинг места за камионе.
Терминал поред обичне робе има и простор за складиштење ствари које су захтевније за чување и транспорт. У табели испод су приказане услуге складиштења специјалне робе, као и простор на терминалу који је расположив за одређени тип услуге.
| Простор           | Величина (m2) |
| ----------------- | ------------- |
| Опасна роба       | 166           |
| Живе животиње     | 198           |
| Курирски центар   | 836           |
| Простор за коње   | 1725          |
| Радиоактивна роба | 43            |
| Простор за УЛД    | 1541          |
| Расути терет      | 755           |
| Драгоцени терет   | 333           |

Терминал пружа и услуге прикупљања документације за одређени вид робе, као што је царина и издавање докумената о транспорту из одређеног дела света и докумената потребних за превоз робе путем других видова саобраћаја. Аеродром такође ради на што бржој ефикасности опслуге клијената.

### Инфраструктура
Сам центар се састоји од 2 зграде:
- Експрес центар
- Карго терминал

Заједно ове две зграде имају капацитет од 2,5 милиона тона терета робе годишње.
Годишње експрес центар може да обради 200000 тона робе. Захваљујући доброј опреми и технологији на овом терминалу се може руковати са разноврсном робом, од драгоцених предмета, готовине, злата па до живих животиња. Поред ове зграде налази се зграда карго терминала која је широка 200 м и дугачка 290 м. На бочним деловима се налазе 2 аутоматизована система за складиштење контејнера, сваки дужине од 250 м и висине од 45 м. Други део чине 2 система за складиштење палета робе који представљају највећи систем у свету. Носачи терета се налазе на ободима зграде.
Систем за складиштење смећа и непотребне робе се налази у срцу зграде и ту се чува наредна 2 месеца.
На крајевима зграде се налазе канцеларије и менза која може да опслужи 600 људи одједном. Запослени и њихове породице имају низ погодности и услуга. Терминал садржи и спортски центар са теренима за бадминтон и спортску дворану. Такође има и највећи кровни врт на свету са базенима и тениским теренима. На бочним деловима се налази простор за контејнере  уз њих се налази простор за одлагање палета , док канцеларије и менза су постављене управно на њих.

### Технологија
Hactl се сматра једним од најсавременијих аеродромских терминала на свету. Hactl има одвојено одељење у коме су запослени инжењери за решавање различитих проблема на аеродрому и терминалу како би усавршили опслугу и максимално скратили време опслуге.
У прошлости Hactl је имао проблем са организовањем и смештањем робе на прави начин, као и са проналажењем исте. Међутим захваљујући модерним технологијама, Hactl је развио систем за проналажење пошиљки. Системом се управља са мобилних уређаја, а састоји се од камера на крововима које представљају “очи” система, “уши” система су антенене постављене на зидовима терминала. “Мозак” система је контролни центар, а “руке” система су радници који користе овај систем. На робу су залепљени папири на којима су иштампани баркодови пошиљки у великој размери (слика 7.) како би камера приметила бар код, када корисник, односно радник на терминалу претражи путем апликације одређен артикал, путем ГПС-а он добија локацију самог артикла. Овај систем је у великој мери поуздан, тако да је прихватљив за коришћење на терминалу. Поред овог система ,према писању часописа који издаје овај терминал из јуна ове године, инжењери су смислили посебан начин разврставања робе у терминалу тако да се на истом месту налази роба која има сличности на основу неког критеријума (нпр. роба која треба да се испоручи одређеног дана).
Ове године на терминалу је постављен нови систем за проверу исправности покретних делова система. Камере су постављене на врхове шина путем којим се манипулише робом на терминалу. Ове камере би требале да раде првих 16 недеља на упознавању целог система, а касније ће систем бити у могућности да обавештава раднике о неисправности неког дела система. Потреба за овим системом се јавила јер радницима није било лако да се пењу на висину од преко 3,5 метра и да у условима слабије осветљености уоче кварове.
Hactl је развио и симулаторе за обуку радника како би смањио изложеност опасним ситуацијама. На слици 8. се види обука радника на одржавању инфраструктуре.